# Syrtodes cythereata
Syrtodes cythereata är en fjärilsart som beskrevs av Achille Guenée 1858. Syrtodes cythereata ingår i släktet Syrtodes och familjen mätare. Inga underarter finns listade i Catalogue of Life.